# Muruzábal
Murazábal ist ein Ort am spanischen Jakobsweg, Camino Francés, in der Autonomen Gemeinschaft Navarra.
Der Ort liegt im Tal Valle de Izarbe. In der Dorfkirche San Esteban steht eine Schnitzfigur des hl. Jakob als Pilger.
 Außerdem gibt es im Dorf zwei mittelalterliche gräfliche Paläste mit großen, erhaben gearbeiteten Wappen an der Außenmauer.

## Wappen
Beschreibung: Das Wappen ist in Rot mit einem goldfacettierten achtstrahligen Stern und Gold mit einer bewurzelten grünbelaubten Eiche geteilt.

## Bevölkerungsentwicklung der Gemeinde
Quelle:INE-Archiv – grafische Aufarbeitung für Wikipedia